# Nord-Lenangen (fjord)
Nord-Lenangen eller Nordlenangen (kvensk: Itarivuono) er en arm af Ullsfjorden i Lyngen  kommune i Troms og Finnmark fylke  i Norge. Fjorden går  10 kilometer mod syd til Botn og løber parallelt med Ullsfjorden. Den har indløb mellem Nordlenangsnesset i vest og Russelvnesset i øst. Ved Straumen, omtrent midtveis, smalner fjorden ind og bliver lavvandet. Her er strømmen stærk når tidevandet skifter. Den inderste del af fjorden kaldes Botn.
Bygden Nord-Lenangen ligger langs østsiden af fjorden, og som en del af bygden regnes også bebyggelserne Nygårdstranda på vestsiden, Lenangsstraumen ved Straumen og Russelv i nord. Fylkesvej 312 (Troms) går langs det meste af fjorden der krydses via Straumen bro.